# Тірольські елегії

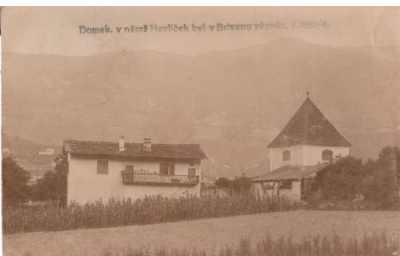
Брессанонський дім, де побував Карел Гавлічек-Боровський 1851–1855 роках

Тірольські елегії (чеськ. Tyrolské elegie) — поема Карела Гавлічка-Боровського. Створена під час інтернування у Брессаноне. Відрізняється різким наступом у вигляді сатири щодо австрійського уряду та державної поліції. Рукопис завершено у 1852 році, опубліковано у 1861 році.
Поема є у форми автобіографії й складається із дев'яти частин. У ньому розповідається історія арешту Гавлічек-Боровського та подальша депортація у Брессаноне. Розмова із Місяцем є ознакою його почуттів, і те, що він почуває себе самотнім, відірваним від будинку. Де у цей же момент чехи хочуть сказати, що трапилось, і чому це відбувається. Іронічно дражнить державних службовців Австрії, де приписує їй панування іноземної держави за допомогою солдат та таємної поліції, що є вказівкою на утримання монархії цим коштом. Критикується й церква за відсталість та допомогу регентам.
Він описує шлях від прибуття поліції додому, де він прощається із родиною, батьківщиною. Він не знав куди їде та чи повернеться. Під час дороги у гірській місцевості зникли коні та кучера. Поліціянти втекли. Герой поеми лишився та поїхав в місто. Після приїду до Брессаноне у Карела Гавлічка-Боровського зникає надія на повернення.
Перший переклад українською здійснив Іван Франко у 1888 році у Львові. Опубліковано у виданні «Житє і слово» (Том I, 1894). Наступним переклад виданий в антології чеської поезії 1964 року, перекладу Григорія Кочури. 

## Фрагмент
| Іглаву минав я, А все думку мав я: У Шпільберг, чи ні? Над Дунаєм синим Куфштайн став мов клином В голові міні. Аж коли остав ся Куфштайн — щоб запав ся! Праворуч від нас, Я почув, що в горах, У альпейських зворах Приємнійш сто раз. |